# Компонент
Компонент (англ. component, нім. Komponente f) — різновид, складова частина чогось.
У мінералогії розрізняють: компоненти індиферентні (компоненти, наявність чи відсутність яких у мінеральному комплексі зумовлює наявність чи відсутність відповідного мінералу і не впливає на співвідношення решти мінералів); компоненти леткі (газова фаза, яка є складовою частиною магматичного розплаву: H2O, CO2, CO, HCl, HF, H2S, SO2, N2, CH4 та ін.); компоненти теригенні (уламки різних мінералів, які входять до складу осадових порід); компонент-мінерал відокремлений (або надлишковий) (мінерал, який складається більш ніж з одного інертного компонента, а також може містити цілком рухомі компоненти).
У радіотехніці та похідних радіотехнічних галузях як радіозв'язок, телебачення, радіолокація тощо, компонентами є складові частини технічних засобів. Це функційно завершені вузли, блоки, окремі деталі і т. ін. технічних засобів.

## Приклади
КОМПОНЕНТИ ПРИ МІНЕРАЛОУТВОРЕННІ, — (англ. components by minerogenesis) — сполуки та елементи, що входять до складу мінералу. Поділяються на цілком рухомі та інертні.